# أيت تودرت
أيت تودرت إحدى بلديات دائرة واسيف التابعة لولاية تيزي وزو.

## مواضيع ذات صلة
- بلديات ولاية تيزي وزو
- دوائر ولاية تيزي وزو